# Tomoaki Makino
Shinagawa CC II
Tomoaki Makino (jap. 槙野 智章 Makino Tomoaki; ur. 11 maja 1987 w Hiroszimie) − japoński piłkarz, który występował na pozycji obrońcy, obecnie trener piłkarski Shinagawa CC. W latach 2010–2019 reprezentant Japonii. Uczestnik Mistrzostw Świata 2018.
W swojej karierze występował w takich klubach jak: 1. FC Köln, Urawa Red Diamonds, Sanfrecce Hiroszima oraz Vissel Kobe.

## Kariera klubowa
Jest wychowankiem klubu Sanfrecce Hiroszima. Do kadry pierwszego zespołu dołączył w 2006 roku. W sumie dla Sanfrecce rozegrał 127 meczów ligowych, w których zdobył 20 bramek. W styczniu 2011 przeszedł na zasadzie wolnego transferu do klubu z Zagłębia Ruhry, 1. FC Köln. W Bundeslidze zadebiutował 29 stycznia 2011 roku w meczu z FC St. Pauli (0:3). W lecie 2012 roku został wypożyczony do Urawa Red Diamonds. Po zakończeniu wypożyczenia włodarze Urawy zdecydowali się na transfer definitywny.
W Urawie Red Diamonds spędził 8 lat, rozegrał 418 meczów, strzelił 42 bramki i zaliczył 11 asyst
9 stycznia 2022 roku przeniósł się do japońskiego Vissel Kobe.
1 lutego 2023 roku oficjalnie zakończył piłkarską karierę.

## Kariera trennerska
23 listopada 2023 roku ogłoszono, że Makino zostanie oficjalnym menedżerem drużyny głównej klubu amatorskiego Kanagawa, Shinagawa CC..

## Kariera reprezentacyjna

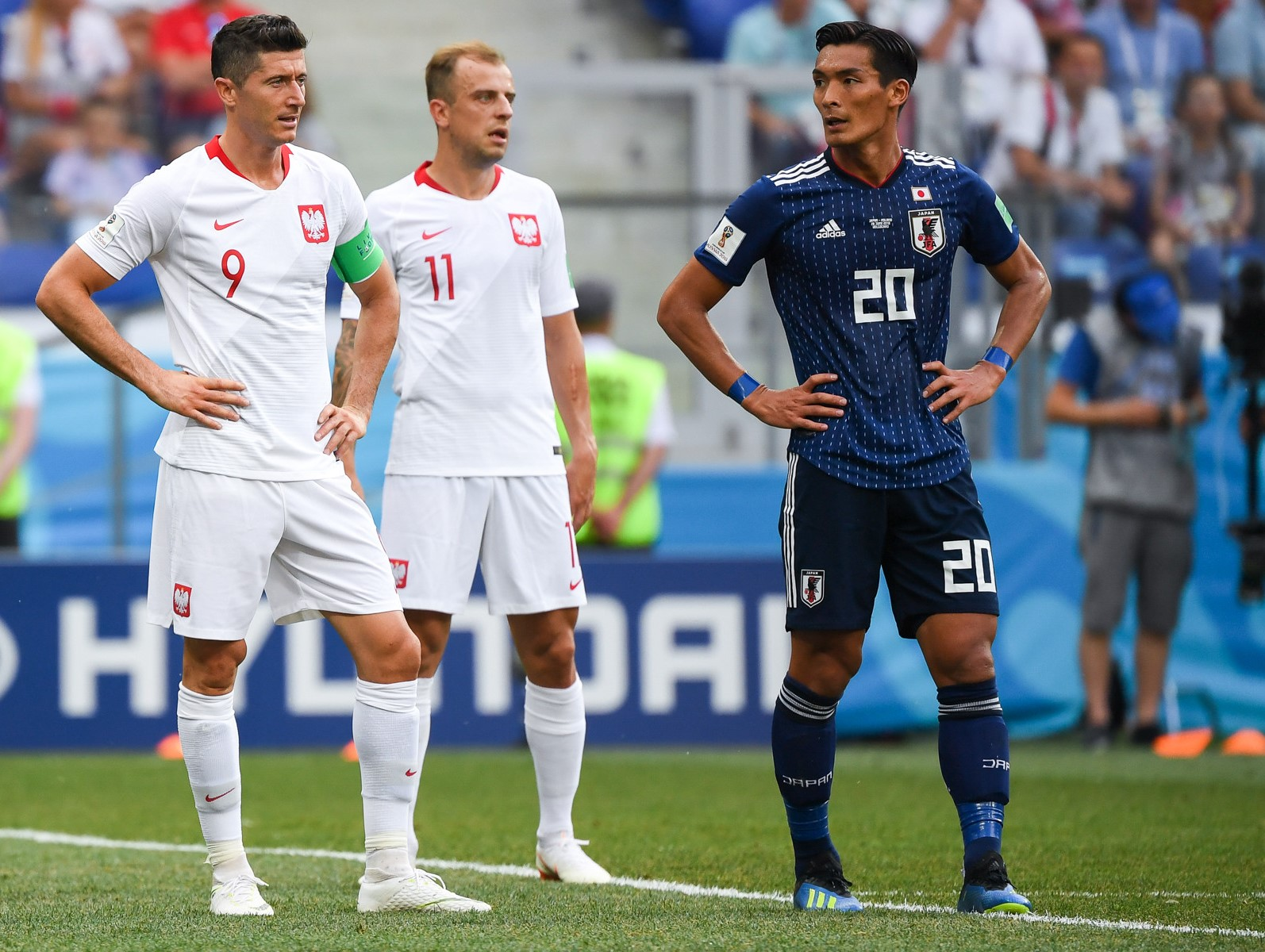
Robert Lewandowski, Kamil Grosicki i Tomoaki Makino podczas meczu Polska-Japonia (MŚ 2018)

Makino grał w młodzieżowych reprezentacjach kraju w kategoriach: U-17, U-18, U-19 i U-20. Brał udział w młodzieżowych mistrzostwach Azji, gdzie młodzi Japończycy zajęli drugie miejsce, oraz na Mistrzostwach Świata U-20, które w 2007 roku były rozegrane w Kanadzie. W 2010 roku zadebiutował w seniorskiej reprezentacji Japonii. W 2011 roku został powołany do japońskiej kadry na Puchar Azji rozgrywany w Katarze. Nie zagrał jednak żadnego meczu na tym turnieju.